# Aschenschlaggraben
Der Aschenschlaggraben ist der gut einen Kilometer lange, südöstliche  und rechte Quellbach des Reichertsgrabens, eines Zuflusses des Erlbachs, bei Spalt in den mittelfränkischen Landkreisen Weißenburg-Gunzenhausen und Roth.

## Verlauf
Der Aschenschlaggraben entsteht im Spalter Hügelland südlich des Reichelsbergs (493 m ü. NHN) auf einer Höhe von 474 m ü. NN nördlich von Fünfbronn und unweit der Kreisstraße RH 6.
Er fließt nach einem nordwestlichen Lauf von rund 1,1 Kilometern auf einer Höhe von 407 m ü. NN östlich von Kalbensteinberg mit dem aus dem Südwesten kommenden Offenbrunngrabens zusammen.